# Oldenlandia microcarpa
Oldenlandia microcarpa är en måreväxtart som beskrevs av Cornelis Eliza Bertus Bremekamp. Oldenlandia microcarpa ingår i släktet Oldenlandia och familjen måreväxter. Inga underarter finns listade i Catalogue of Life.